# トーマス・ヤングブラッド
トーマス・ヤングブラッド（Thomas Youngblood、1974年5月29日 - ）は、アメリカ合衆国出身のミュージシャンである。キャメロットの創設メンバーとしても知られる。

## 経歴・人物
1987年、トーマス・ヤングブラッドを中心にキャメロットを発足。1994年にノイズ・レコードとのレコード契約し、キャメロットとしてデビューアルバム『エターニティ』を発表した。
キャメロットの中心的なメンバーであり、同バンドの事務所であるKMIエンターテインメントの最高経営責任者でもある。
妻は、ソプラノ歌手のMari。娘がいる。
現在はフロリダ州のタンパに在住。

## 随筆
- 一晩の成功– Headbangersライフスタイルのコラムニスト（2015年10月29日）

## メディア
- MTVのヘッドバンガーボール（2010年10月16日）
- メタルエボリューション –エピソード：パワーメタル（2012年）